# 普文镇
普文镇，是中华人民共和国云南省西双版纳傣族自治州景洪市下辖的一个乡镇级行政单位。

## 行政区划
普文镇下辖以下地区：
城子村、称杆河村、曼飞龙村、坡脚村、景洪监狱狱部社区、景洪监狱第一区社区和景洪监狱第二区社区。